# بيتثورس
بيتثورس
هي قلعة رومانية تقع في حي اللجون (من ليجيو) بمحافظة الكرك في الأردن، تحديدًا على هضبة موآب القاحلة شمال شرق الكرك بالقرب من شعيب، حيث تطل على وادي يحمل نفس الاسم ويتدفق إلى وادي الموجب. بُنيت القلعة في نهاية القرن الثالث، وكانت تُستخدم كقاعدة للفيلق الروماني حتى القرن الخامس، قبل أن يتخلى الرومان عنها في بدايات القرن السادس وتتعرض للتخريب. تبلغ أبعاد القلعة المستطيلة 190 مترًا (620 قدمًا) و242 مترًا (794 قدمًا)، وتبلغ مساحتها 11.4 فدانًا (46 دونم). كان الجدار الخارجي بعرض 2.5 متر (8 قدم مربع)، به 20 برجًا محاطًا بشكل شبه دائري، وأربعة أبراج زاوية مستديرة، وبوابة عند كل حائط - وأهمها في الشمال الشرقي والشمال الغربي، وأبنية ثانوية في اثنين آخرين. يرجع تاريخ الكنيسة إلى 500. وقد دمرتها الزلازل المتلاحقة التي ضربت المنطقة في أعوام 363 و505 و551.
تمركز مارتيا هناك في القرن الرابع. تمت إزالة القوات حوالي 530، بعد اتهام غساسنة بالدفاع عن الحدود.في ثمانينيات القرن العشرين، قام توماس باركر بحفر الموقع.

## الموقع
تقع قلعة بيتثورس شمال شرق مدينة الكرك الحديثة في محافظة الكرك في الأردن على بعد حوالي 35 كم شرق البحر الميت، على هضبة موآب، بالقرب من وادي لججون، وهو رافد صغير لوادي الموجب (أرنون القديم) والذي اكتسب منه اسمه العربي الحديث.

## لمحة تاريخية

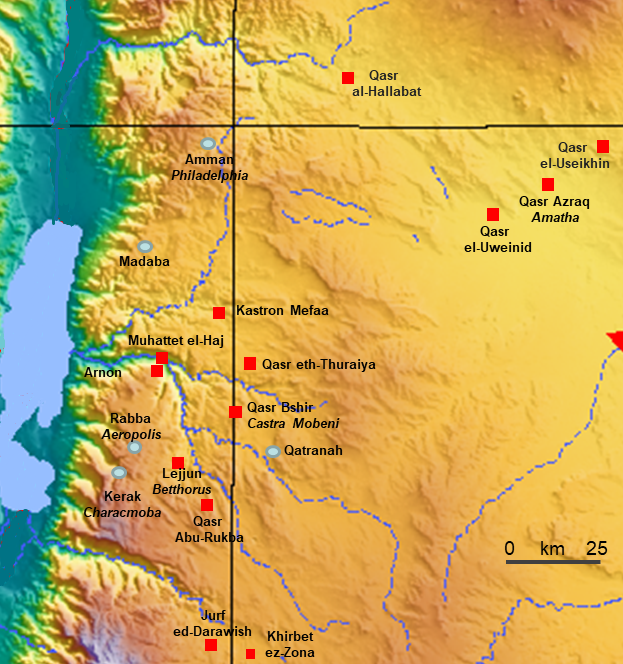

شعر الإمبراطور الروماني دقلديانوس في نهاية القرن الثالث الميلادي بالقلق من توسع القبائل البدوية الموجودة في منطقة شبه الجزيرة العربية شرق البحر الميت، في منطقة أرنون (وادي الموجب الحالي)، ففكر في عام 290، في استعادة خطوط الاتصال وبناء سلسلة من الحصون لمراقبة البدو الرحل الآتين من الجزيرة العربية وحماية المنطقة من توسعهم المحتمل. وبالفعل بُني حصن بيتثورس حوالي عام 300 ليكون بمثابة قاعدة لفيلق مارتيا الرابع، ويضم ما يقرب من 1000 إلى 3000 جندي. وعلى بعد 1.5 كم من مقر القاعدة الرئيسيّ في اتجاه الشرق أقيم برج مراقبة رجم بني ياسر على تلة، كما أقيم حصن ثانوي في خربة الفتيان الواقعة على بعد 2.5 كم في اتجاه الشمال الغربي، ثُمّ أقيمت قرية فيكوس غرب الحصن. ثُم وجد علماء الآثار أن عدد القوات التي تمركزت في قلعة بيتثورس قد انخفض بمقدار النصف بحلول نهاية القرن الرابع، إذ تراوحت العملات المعدنية التي عُثر عليها في سياج من الحصن المجاور للحصن والتي عود للفترة ما بين عامي 297-298 و337-340، مما يدل على الدمار والهجر الذي تعرضت له القلعة بعد وقت قصير من عام 340. ويمكن تفسير هذا الانكماش بأنّ الإمبراطور الروماني قسطنطين سحب جزءًا من القوة الحدودية المتمركزة في القلعة، أو بسبب حشد جوليان القوات لحملته التي شنها على الدولة الساسانية في عام 363. سبب آخر محتمل وهو الزلزال القوي الذي ضرب المنطقة عام 363 ودمر البتراء، ويعزو عالم الآثار توماس باركر إليه تدمير ثكنات القلعة وإعادة بنائها جزئيًا، حيث اقتصرت على أربع ثكنات.
يُنيت كنيسة صغيرة في محيط الحصن فوق بقايا مبنى سابق، في نهاية القرن الخامس حسب تأريخ العملات المعدنية التي عُثر عليها في الأساسات، ثُمّ جددت الكنيسة في بداية القرن السادس، دون أن يجد علماء الآثار أي أثر يصف تصميمها الداخلي، مثل الرسم أو الفسيفساء. ويشير وجود الكنيسة إلى تنصّر جزء من الحامية المتمركزة في الحصن في ذلك الوقت. أشارت الدراسات الأثرية أيضًا إلى تسريح القوات المتمركزة في حصن لجون وفي الحاميات الأخرى حوالي عام 530 في عهد الإمبراطور جستنيان الذي عهد بمهمة الدفاع عن المنطقة إلى قبائل الغساسنة العربية، وتركت مباني القلعة في حالة خراب، أو ربما تأثرت بزلزال عام 551. لوحظ كذلك وجود أثر أموي متقطع في محيط القلعة في أواخر القرن السابع والقرن الثامن، كما عُثر أيضًا على مقابر بدوية بين الأنقاض.

## الوصف
يصنف عالم الآثار صموئيل توماس باركر في تصنيفه للحصون الرومانية في الأردن قلعة بيتثوروس أو حصن ليجون في فئة الحصون ذات الأبراج البارزة التي تتخذ شكل حرف U، وتشترك في هذا التصنيف مع قلعة أوردهرو الواقعة شرق البتراء. تحتل القلعة رقعة أرض مستطيلة يبلغ طولها 242 مترًا، ويبلغ عرضها 190 متراً باتجاه الشرق والغرب، أي أنّ مساحتها تبلغ 4.6 هكتارًا. ويُحيط بها جدار يبلغ سمكه 2.4 متر مُعزّز بأربعة أبراج زاوية نصف دائرية بارزة وعشرين برجًا على شكل حرف U بارزة خلف الجدار الساتر. يتصل كل برج زاوية بالجدار الساتر عن طريق جدار مستقيم يبلغ طوله 6 أمتار وينحني إلى نصف دائرة قطرها 19 مترًا، وفقًا لمخطط إسقاطي استخدم في التحصينات الرومانية التي تعود لنهاية القرن الثالث والقرن الرابع. وينقسم كل مستوى من البرج إلى أربعة فروع يتألف كل فرع منها من بوابة ودرج حجري وثلاث غرف، وأسقف مدعومة بأقواس حجرية. تتقاطع الطرق من البوابات الأربع في وسط الحصن في الموقع الكلاسيكي للمقر الرئيسي الذي يمثل شكل رباعي يبلغ طوله 63 مترًا ويبلغ عرضه 52.5 مترًا، ويفتح شرقًا على بوابة ضخمة ويحيط به فناء داخلي، وسلسلة من الغرف.

مخطط قلعة بيتثورس
الأسوار الشمالية للقلعة والمنعطفات الزاوية شبه الدائرية، والمنعطفات المتوسطة التي تأخذ شكل حرف U.
مخطط مفصل البوابة الشمالية
مخطط مفصل للحمامات

وتشغل ثكنات الجنود النصف الشرقي وجزء من النصف الغربي من الحصن. يضم الحصن مباني مشتركة أخرى مثل حمامات، وكنيسة، ومستودع للمؤن الغذائية، وخزان. كانت الحمامات، الواقعة مقابل الجدار الشمالي وإلى الشرق من الباب الشمالي مجهزة بمراحيض جماعية وغرف محرقة. وفي الربع الشمالي الغربي من الحصن، وبالقرب من البوابة الشمالية كانت هناك كنيسة يتبع تصميمها مخطط بازيليكي مكون من ثلاث بلاطات، ويشغل مساحة تبلغ قرابة 24 في 13 مترًا، بما في ذلك الرواق، وهي مساحة متواضعة بالنسبة للمباني القائمة في تلك المنطقة.
كانت فيكوس، وهي قرية مدنية متصلة بالقلعة، محاطة بسياج مبني من الحجارة الخشنة أو المقطوعة على شكل شبه منحرف يبلغ طول قاعدته الكبرى 35 مترًا بينما يبلغ طول قاعدته الصغرى 28 مترًا، ويحيط بسلسلة من الغرف التي تفتح على فناء مركزي، بحيث تقع خمس غرف منها في الجانب الغربي، وثلاث في الجانبين الشمالي والجنوبي، مع مدخل واحد يقع في الشمال الشرقي، تراقبه غرفة مخصصة للحارس. أما عتبة المدخل فهي مهترئة للغاية ولكن تظهر عليها محاور باب مزدوج. ويقع أسفل الغرف قبو يُطل على أروقة تتكون من طابق واحد. تثبت آثار الطلاء الداخلي أن هذه المباني لم تكن مخصصة للحيوانات أو المعدات الخشنة. أما القطع الأثرية التي عُثر عليها أثناء التنقيب في المبنى فكانت قليلة العدد تضم قطع من السيراميك النادر والفحم، وبقايا عظام باستثناء ما هو قريب من غرفة حارس المبنى فكانت غير موجودة مثل الأدوات، ومخلفات الأنشطة الحرفية. خلص الأثري بي كروفورد إلى أن المبنى استخدم بشكل متقطع في الإقامات القصيرة، وفسر السياج على أنه نقطة ترحيل للقافلة محمية بالقلعة المجاورة.

## الدراسات الأثرية
في عام 1980، بدأت أعمال للتنقيب عن بقايا قلعة بيتثورس كجزء من مشروع لدراسة سلسلة من أبراج المراقبة والحصون في القطاع الواقع شرق البحر الميت لفهم النظام الدفاعي الروماني المتمركز حول معسكر لجون الكبير الواقع على هضبة موآب بمبادرة من جامعة ولاية كارولينا الشمالية والمركز الأمريكي للأبحاث الشرقية في عمان. قسم المشروع إلى خمس مراحل تضمنت مسوحات وحفريات أثرية وجرت المراحل الخمس في الأعوام 1980، 1982، 1985، 1987 و1989.

## روابط خارجية
- "Places: 697643 (Betthorus)". Pleiades. مؤرشف من الأصل في 2019-10-07. اطلع عليه بتاريخ 2014-09-02.
- Plan, map and bibliography